# 北原三男
北原 三男（きたはら かずお、1910年〈明治43年〉3月28日 - 1993年〈平成5年〉）は、台湾総督府官僚、鹿児島県職員、また夏目 漠（なつめ ばく）の筆名で日本の詩人、文筆家。鹿児島県職員としては、鹿児島県文化センター初代館長や開館準備期の調査事務局長として文化振興に尽力したほか、人事分野や社会福祉行政などに携わった。

## 経歴・人物
鹿児島県鹿児島市に生まれる。旧制の鹿児島県立第二鹿児島中学校（現：鹿児島県立甲南高等学校）を経て、1930年（昭和5年）第七高等学校造士館文科（甲類）を卒業。1933年（昭和8年）10月高等試験行政科に合格し、翌年3月に東京帝国大学法学部法律学科を卒業する。1936年（昭和11年）台湾拓殖に入社し、1939年（昭和14年）に台湾総督府属となる。1940年（昭和15年）7月に台湾総督府地方理事官となり、高雄州屏東郡守に就任した。1941年（昭和16年）3月、新竹州産業部経済統制課長に転じ、1942年（昭和17年）11月、府事務官に任ぜられ、総務局総務課勤務を発令された。のち鉱工局工業課事務官に転じた。戦後は、1945年（昭和20年）厚生省引揚援護局引揚援護課勤務を経て、1946年（昭和21年）12月鹿児島県農地部開拓課長に任じられる。以降、鹿児島県の職員として総務部人事課長（1947年～）、企画室長（1950年）、民生部長（1951年～）、職員研修所所長（1955年～）を歴任。1957年（昭和32年）7月鹿児島県人事委員長に任じられる。1963年（昭和38年）7月から鹿児島県文化センター調査事務局長として、県の文化の殿堂となる施設の建設に尽力し、開館した1966年（昭和41年）11月には鹿児島県文化センター館長（初代）に就任。1968年（昭和43年）より鹿児島県総務部参事を務めて、1969年（昭和44年）に退官した。退官後は鹿児島県社会福祉協議会の事務局長や常務理事も務めた。

### 夏目漠（詩人・文筆家）として
1953年（昭和28年）に病床に伏した際、ゲーテの「内面において豊かである者こそ、偉大で富んでいる」という警句に影響され、文筆活動を始める。はじめは短編小説を書き、筆名を次々と変えて南日本新聞に投稿し、1955年（昭和30年）と1962年（昭和37年）の新春文芸で一等入選。詩作も始めて、新聞投稿時代を経て1956年（昭和31年）には井上岩夫（詩人、文筆家）の詩誌『青い帽子』に参加。『青い帽子』の後に井上が主宰した詩誌『作品』『詩稿』らにも引き続き作品発表。従来の詩の観念にとらわれず、のびのびと詩を書くことを志して詩作を続け、1959年（昭和34年）12月に第一詩集『悲愁参百日』を、1961年（昭和36年）7月に第二詩集『火の中の眼』を刊行。詩集『火の中の眼』は村野四郎に「詩というものに対する考え方の広さと自由さと、その捉え方の敏捷さにおいて、すでに驚くべき力を示している」と評された。詩や短編小説の創作に加えて、社会評論でも知られ、「文学性を盛り込んだ独断的文明批評」と称してエッセーを書いた。その他の著書に詩集『含羞曠野』、文集『霰の如く乱れ来る』がある。
『火山灰』『文学匪賊』『九州文学』各同人。詩の同人・井上岩夫の他に、作家の島尾敏雄（鹿児島県立図書館奄美分館長）、椋鳩十（鹿児島県立図書館長）、五代夏夫、日本近代文学者の渡辺外喜三郎（鹿児島大学教授、後に名誉教授）らと親交があった。